# 하재연
하재연(1975년 ~ )은 대한민국의 시인이다. 서울특별시에서 태어나 고려대학교 국문학과를 졸업하고 동 대학원에서 석사학위와 박사학위를 받았다. 미국 조지 메이슨 대학교 방문연구원, 고려대학교 연구교수, 한양대학교 박사후 연구원을 거쳐 현재 원광대학교 인문학연구소의 연구교수로 있다.

## 약력
2002년 《문학과사회》 신인문학상 시 부문에 당선되어 등단했다. 미국 조지메이슨 대학교(George Mason University) 방문연구원, 고려대학교 연구교수, 한양대학교 박사후 연구원을 거쳐 현재 서울예술대학교 문예학부 문예창작전공 강사이자 원광대학교 인문학연구소의 연구교수로 있다.

## 저서

### 시집
- 《라디오 데이즈》(문학과지성사, 2006)
- 《세계의 모든 해변처럼》(문학과지성사, 2012)
- 《우주적인 안녕》(문학과지성사, 2019)

### 연구서
- 《근대시의 모험과 움직이는 조선어》(소명출판, 2012)